# Borís Podolski
Borís Iàkovlevitx Podolski (rus: Бори́с Я́ковлевич Подо́льский ; 29 de juny de 1896 - 28 de novembre de 1966) va ser un físic rus-nord-americà d'origen rus - jueu, conegut pel seu treball amb Albert Einstein i Nathan Rosen sobre les funcions d'ona entrellaçades i la paradoxa EPR.

## Educació
El 1896, Borís Podolski va néixer en una família jueva pobra a Taganrog, a l'oblast de Don Host de l'Imperi Rus, i es va traslladar als Estats Units el 1913. Després de rebre una llicenciatura en Ciències en Enginyeria Elèctrica a la Universitat del Sud de Califòrnia el 1918, va servir a l'exèrcit dels Estats Units i després va treballar a l'Oficina d'Energia i Llum de Los Angeles. El 1926, va obtenir un màster en Matemàtiques a la Universitat del Sud de Califòrnia. El 1928, va rebre un doctorat en Física Teòrica (amb Paul Sophus Epstein) de Caltech.

## Carrera
Amb una beca del National Research Council, Podolski va passar un any a la Universitat de Califòrnia, Berkeley, seguit d'un any a la Universitat de Leipzig. El 1930, va tornar a Caltech, treballant amb Richard Tolman durant un any. Després va anar a l'Institut Ucraïnès de Física i Tecnologia (Kharkiv, URSS), col·laborant amb Vladímir Fok, Paul Dirac (que hi era de visita) i Lev Landau. El 1932 va publicar un article seminal sobre l'electrodinàmica quàntica amb Dirac i Fok, El 1933, va tornar als EUA amb una beca de l'Institut d'Estudis Avançats, Princeton.
En una carta datada el 10 de novembre de 1933, a Abraham Flexner, director fundador de l'Institut d'Estudis Avançats de Princeton, Einstein va descriure Podolski com " un dels més brillants dels homes més joves que ha treballat i publicat amb [Paul] Dirac ". El 1935, Einstein i altres de l'Institut van escriure cartes de recomanació per a Podolski, dirigides a Louis T. More, degà de l'Escola de Postgrau de la Universitat de Cincinnati, en les quals Einstein va escriure: " Estic content de poder dir-te que jo estimo molt altament les habilitats de Podolski... és un investigador independent d'un talent indiscutible ". El 1935, Podolski va ocupar un lloc com a professor de física matemàtica a la Universitat de Cincinnati. A la Universitat de Cincinnati va ser assessor MS de Chihiro Kikuchi, i assessor de doctorat d'Herman Branson i Alex Green. El 1961 es va traslladar a la Universitat Xavier, Cincinnati, on va treballar fins a la seva mort el 1966.

## Obra
Treballant amb Albert Einstein i Nathan Rosen, Podolski va concebre la paradoxa de l'EPR. Aquest famós article va estimular el debat sobre la interpretació de la mecànica quàntica, culminant amb el teorema de Bell i l'arribada de la teoria de la informació quàntica.
El 1933, Podolski i Lev Landau van tenir la idea d'escriure un llibre de text sobre electromagnetisme començant per la relativitat especial i posant èmfasi en postulats teòrics més que en lleis experimentals. Aquest projecte no va arribar a bon port a causa del retorn de Podolski als Estats Units, on havia emigrat el 1913. Tanmateix, de la mà de Lev Landau i E. Lifshitz, l'esquema que van produir es va convertir en The Classical Theory of Fields (1951). Sobre la mateixa base, Podolsky i K. Kunz van produir Fundamentals of Electrodynamics, Marcel Dekker Press (1969), a la qual el fill de Podolsky, Robert, va contribuir amb la majoria de les preguntes al final de cada capítol.

## Possible contacte amb espies soviètics durant la Segona Guerra Mundial
Un llibre de 2009 de John Earl Haynes, Harvey Klehr i Alexander Vassiliev, Spies: The Rise and Fall of the KGB in America, identifica Podolski com un contacte (QUANTUM) que es va reunir dues vegades amb els serveis secrets soviètics el 1942 i el 1943. L'evidència d'aquests contactes és una mica indirecta. A principis de la Segona Guerra Mundial, diversos cables de VENONA identifiquen un contacte anomenat QUANTUM que va buscar la intel·ligència soviètica el 1942 i va demanar una posició a l'URSS per treballar en el processament de l'urani 235. Un cable de VENONA de 1943 mostra que QUANTUM va proporcionar equacions relativament simples conegudes com a Llei de Graham de difusió gasosa (coneguda des de 1848) que es poden utilitzar per separar l'U-235 fissil de l'U-238 no desitjat. A QUANTUM se li va pagar 300 dòlars per aquesta informació segons un cable de VENONA. Els soviètics no van tornar a contactar amb ell perquè consideraven que QUANTUM no era fiable. Un antic oficial de la KGB anomenat Alexander Vassiliev va prendre notes de l'arxiu de la KGB després de la caiguda de l'URSS que van suggerir que QUANTUM era Podolski.

## En la cultura popular
Podolski és interpretat per l'actor Gene Saks a la pel·lícula de Hollywood de 1994 I.Q.

## Altres fonts

### Materials d'origen primari
- Conferència sobre els fonaments de la mecànica quàntica, 1962. Arxiu Universitari, Universitat Xavier .
- Correspondència científica de Niels Bohr, suplement, 1910-1962 . Arxiu Niels Bohr .